# Kluci, holky a Stodůlky
Kluci, holky a Stodůlky je dvoudílná kniha pro děti, kterou napsala Eva Bernardinová a ilustrovala Alena Ladová. Poprvé ji vydalo nakladatelství Albatros v roce 1975 a následně došlo k několika reedicím, zatím poslední je z roku 2000 u nakladatelství Olympia.
Oficiální text k 1. dílu: „Veselý román ze života dnešních venkovských dětí zachycuje prostředí venkovské rodiny a smýšlení, názory a vážné i nevážné konflikty tří generací. Kniha získala v roce 1974 cenu v soutěži vypsané českým literárním fondem, Svazem českých spisovatelů a nakladatelskými podniky ČSR u příležitosti 25. výročí únorových událostí.“

## Obsah
Děj je zasazen do fiktivní středočeské obce Stodůlky (středisková obec Lhotka, okres Kobylákovo) a odehrává se přibližně v letech 1972 – 1975.
Hlavními hrdiny jsou sourozenci Honza a Anička Voříškovi (narozeni zhruba 1961 a 1964), jejich rodiče (Marie a Jan) a jejich kamarádi (Pepík Rybář, Láďa Doubek, Dana Krátká atd.). První díl začíná popisem obce a místních dětí, popisuje trable se školou a uvádí běžné životní příběhy, končí rozdáním vysvědčení (pátek 29. 6. 1973). Druhý díl začíná posledním prázdninovým dnem (neděle 1. 9. 1974) a končí nedefinovaným červnovým večerem následujícího roku. V knihách se popisuje i běžné dění na tehdejším venkově: oslavy dětského dne, masopustní průvod, dětský karneval, zimní radovánky aj., to vše ozvláštněné přítomností dětského domova v obci (s jehož chovanci se místní děti běžně přátelsky stýkají) a pražské školy v přírodě (s jejímiž dětmi se místní děti otevřeně nepřátelí).

## Obec Stodůlky
- Geografie: Vesnice se rozkládá na mírném svahu okolo centrální silnice, náves je umístěna lehce mimo střed obce. Nejvyšším bodem je kopec Fučák, patrně nejnižším zalesněné Údolíčko (vzdálené od intravilánu zhruba půlhodinu chůze). V obci se (mírně vzdálen od zástavby) nalézá nejméně jeden rybník. V okolí Stodůlek se nalézají mj. vsi Pečárky a Tišina či městečka Borek a Rybáře.
- Občanská vybavenost: (údaje platné k červnu 1975): V obci se nalézá pošta, základní devítiletá škola (pouze 1. až 5. ročník, učitelky s. Kubátová, Matysová, Pušová, Koukalíková (přezdívaná Nerýmovaná) aj.), dětský domov (cca od roku 1967, cca do r. 1973 zde byla ředitelkou s. Melicharová), škola v přírodě pro ZŠ z Karlína (správce s. Konopásek), hasičská zbrojnice a obchod (v přízemí potraviny a řeznictví, v patře textil a drobné zboží - prodavačka Marie Sýkorová, cca 19 let). V obci působí Jednotné zemědělské družstvo, které má mj. dva traktory a jeden kravín s teletníkem.
- Správní údaje: O blaho v obci se stará Místní národní výbor – předseda s. Uhlíř, tajemník s. Korbel, poslanci s. Voříšek, Rybář atd. Střediskovou obcí pro Stodůlky je Lhotka, okresním městem je Kobylákovo, krajským zřízením spadají pod Prahu.

## Vydání
Oba díly knihy se pro svou vysokou prodejnost dočkaly opakovaných vydání, přičemž se jim pokaždé mírně pozměnil přebal (velikost obrázkového motivu a barva obalu):
První díl:
- 1. vydání: Albatros Praha 1975, 15.000 výtisků, bílý přebal
- 2. vydání: Albatros Praha 1979, 75.000 výtisků, růžový přebal
- 3. vydání
- 4. vydání: Albatros Praha 1986, 140.000 výtisků, světle zelený přebal
- 5. vydání: Albatros Praha 1989, 40.000 výtisků, bílý přebal
- 6. vydání: Albatros Praha 1990, 30.000 výtisků, světle zelený přebal
- 7. vydání: Olympia Praha 2000

Druhý díl:
- 1. vydání: Albatros Praha 1978, 40.000 výtisků, šedomodrý přebal
- 2. vydání: Albatros Praha 1981, 78.000 výtisků, modrý přebal
- 3. vydání: Albatros Praha 1986, 140.000 výtisků, modrozelený přebal
- 4. vydání: Albatros Praha 1989, 40.000 výtisků, modrozelený přebal
- 5. vydání: Albatros Praha 1990, 30.000 výtisků, modrý přebal